# Спірово (Подольський міський округ)
Спі́рово (рос. Спирово) — присілок у складі Подольського міського округу Московської області, Росія.

## Населення
Населення — 52 особи (2010; 2 у 2002).
Національний склад (станом на 2002 рік):
- росіяни — 100 %